# Ressonância plasmônica de superfície
Ressonância plasmônica de superfície (abreviado na literatura em inglês como SPR, de surface plasmon resonance) é um fenômeno que ocorre quando os elétrons em uma folha de metal fina são excitados pela luz que é direcionada para a folha com um determinado ângulo de incidência e, em seguida, viajam paralelamente à folha.  Assumindo um comprimento de onda constante da fonte de luz e que a chapa metálica é fina, o ângulo de incidência que aciona o SPR está relacionado ao índice de refração do material e mesmo uma pequena alteração no índice de refração fará com que o SPR não seja observado.  Isto torna a SPR uma técnica possível para detectar substâncias específicas (analitos) e biosensores SPR tem sido desenvolvidos para detectar vários biomarcadores importantes.

## Explicação
O polariton de plasmon de superfície é uma onda de superfície eletromagnética não radiativa  que se propaga em uma direção paralela à interface permissividade negativa/material dielétrico.  Como a onda está na fronteira do condutor e do meio externo (ar, água ou vácuo por exemplo), essas oscilações são muito sensíveis a qualquer alteração nesta fronteira, como a adsorção de moléculas à superfície condutora.
Para descrever a existência e as propriedades dos polaritons plasmônicos de superfície, pode-se escolher entre vários modelos (teoria quântica, modelo de Drude, etc.).  A maneira mais simples de abordar o problema é tratar cada material como um continuum homogêneo, descrito por uma permissividade relativa dependente da frequência entre o meio externo e a superfície.  Esta grandeza, doravante denominada "função dielétrica" dos materiais, é a permissividade complexa.  Para que existam os termos que descrevem o plasmon de superfície eletrônico, a parte real da constante dielétrica do condutor deve ser negativa e sua magnitude deve ser maior que a do dielétrico.  Esta condição é encontrada na região do comprimento de onda infravermelho-visível para interfaces ar/metal e água/metal (onde a constante dielétrica real de um metal é negativa e a do ar ou água é positiva).
Ressonância de plásmons de superfície localizados (abreviados na literatura em inglês como LSPRs, de localized surface plasmon resonances) são oscilações coletivas de carga de elétrons em nanopartículas metálicas que são excitadas pela luz.  Exibem amplitude de campo próximo aprimorada no comprimento de onda de ressonância.  Este campo é altamente localizado na nanopartícula e decai rapidamente da interface nanopartícula/dielétrica para o fundo dielétrico, embora o espalhamento de campo distante pela partícula também seja aumentado pela ressonância.  O aumento da intensidade da luz é um aspecto muito importante dos LSPRs e a localização significa que o LSPR tem uma resolução espacial (comprimento de subonda) muito alta, limitada apenas pelo tamanho das nanopartículas. Devido à amplitude de campo aprimorada, os efeitos que dependem da amplitude, como o efeito magneto-óptico, também são aprimorados pelos LSPRs.

## Implementações

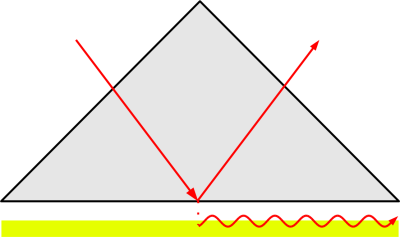
Configuração de Otto

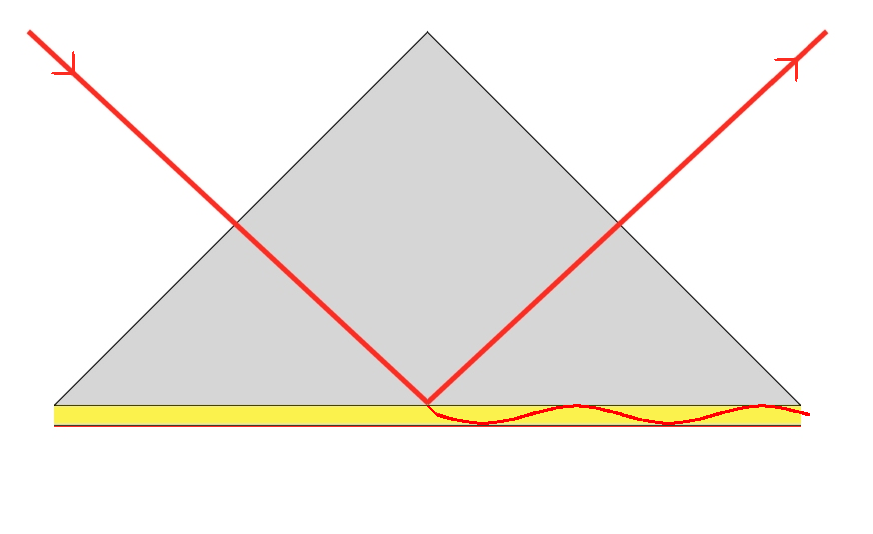
Configuração de Kretschmann

Para excitar polaritons plasmônicos de superfície de maneira ressonante, pode-se usar bombardeio de elétrons ou feixe de luz incidente (visível e infravermelho são típicos). O feixe de entrada deve combinar seu momentum com o do plasmon.  No caso da luz p-polarizada (a polarização ocorre paralelamente ao plano de incidência), isso é possível passando a luz através de um bloco de vidro para aumentar o número de onda (e o momento) e alcançar a ressonância em um determinado comprimento de onda e ângulo.  Luz S-polarizada (polarização ocorre perpendicularmente ao plano de incidência) não pode excitar plasmons eletrônicos de superfície.  Os plasmons de superfície eletrônicos e magnéticos obedecem à seguinte relação de dispersão:
{\displaystyle k(\omega )={\frac {\omega }{c}}{\sqrt {\frac {\varepsilon _{1}\varepsilon _{2}\mu _{1}\mu _{2}}{\varepsilon _{1}\mu _{1}+\varepsilon _{2}\mu _{2}}}}}
onde k({\displaystyle \omega }) é o vetor de onda, {\displaystyle \varepsilon } é a permissividade relativa e {\displaystyle \mu } é a permeabilidade relativa do material (1: o bloco de vidro, 2: o filme metálico), enquanto {\displaystyle \omega } é a frequência angular e {\displaystyle {c}} é a velocidade da luz no vácuo.
Os metais típicos que suportam plasmons de superfície são prata e ouro, mas metais como cobre, titânio ou cromo também têm sido usados.
Ao usar luz para excitar ondas SP, existem duas configurações bem conhecidas. Na configuração Otto, a luz ilumina a parede de um bloco de vidro, normalmente um prisma, e é totalmente refletida internamente.  Uma fina película de metal (por exemplo, ouro) é posicionada perto o suficiente da parede do prisma para que uma onda evanescente possa interagir com as ondas de plasma na superfície e, portanto, excitar os plasmons.
Na configuração Kretschmann (também conhecida como configuração Kretschmann–Raether), o filme metálico é evaporado no bloco de vidro. A luz ilumina novamente o bloco de vidro e uma onda evanescente penetra através da película metálica.  Os plasmons são excitados na parte externa do filme. Esta configuração é usada na maioria das aplicações práticas.

### Emissão SPR
Quando a onda plasmônica de superfície interage com uma partícula ou irregularidade local, como uma superfície áspera, parte da energia pode ser reemitida como luz.  Esta luz emitida pode ser detectada “atrás” do filme metálico em várias direções.

### Implementações analíticas
A ressonância plasmônica de superfície pode ser implementada em instrumentação analítica. Os instrumentos SPR consistem em uma fonte de luz, um esquema de entrada, um prisma com interface do analito, um detector e um computador.

### Detectores
Os detectores usados na ressonância plasmônica de superfície convertem os fótons de luz refletidos no filme metálico em um sinal elétrico. Um detector de detecção de posição (PSD, position sensing detector) ou um dispositivo de carga acoplada (CCD, charged-coupled device) pode ser usado para operar como detectores.

## Aplicações
Plasmons de superfície têm sido usados para aumentar a sensibilidade da superfície de várias medições espectroscópicas, incluindo fluorescência, espalhamento Raman e geração de segundo harmônico.  Na sua forma mais simples, as medições de refletividade SPR podem ser utilizadas para detectar adsorção molecular, como polímeros, DNA ou proteínas, etc. Tecnicamente, é comum medir o ângulo de reflexão mínima (ângulo de absorção máxima).  Este ângulo muda na ordem de 0,1° durante a adsorção de filme fino (cerca de nm de espessura). (Veja também os Exemplos.)  Em outros casos, as mudanças no comprimento de onda de absorção são seguidas.  O mecanismo de detecção é baseado na adsorção de moléculas causando alterações no índice de refração local, alterando as condições de ressonância das ondas plasmônicas de superfície.  O mesmo princípio é explorado na plataforma competitiva recentemente desenvolvida baseada em multicamadas dielétricas sem perdas (DBR), suportando ondas eletromagnéticas de superfície com ressonâncias mais nítidas (ondas de superfície de Bloch).
Se a superfície for padronizada com diferentes biopolímeros, usando óptica adequada e sensores de imagem (ou seja, uma câmera), a técnica pode ser estendida para imagem de ressonância de plasmon de superfície (SPRI). Este método fornece um alto contraste das imagens com base na quantidade adsorvida de moléculas, um pouco semelhante à microscopia ângulo de Brewster (esta última é mais comumente usada em conjunto com uma balança de Langmuir-Blodgett).
Para nanopartículas, oscilações plasmônicas de superfície localizadas podem dar origem às cores intensas de suspensões ou sóis contendo as nanopartículass.  Nanopartículas ou nanofios de metais nobres exibem fortes bandas de absorção no regime ultravioleta–luz visível que não estão presentes no metal a granel.  Este extraordinário aumento de absorção foi explorado para aumentar a absorção de luz em células fotovoltaicas, depositando nanopartículas metálicas na superfície celular.  A energia (cor) desta absorção difere quando a luz é polarizada ao longo ou perpendicularmente ao nanofio.  Mudanças nesta ressonância devido a alterações no índice local de refração após a adsorção às nanopartículas também podem ser usadas para detectar biopolímeros como DNA ou proteínas.  Técnicas complementares relacionadas incluem ressonância de guia de ondas de plasmon, microbalança de cristal de quartzo (QCM), transmissão óptica extraordinária e interferometria de dupla polarização.

### Imunoensaio SPR

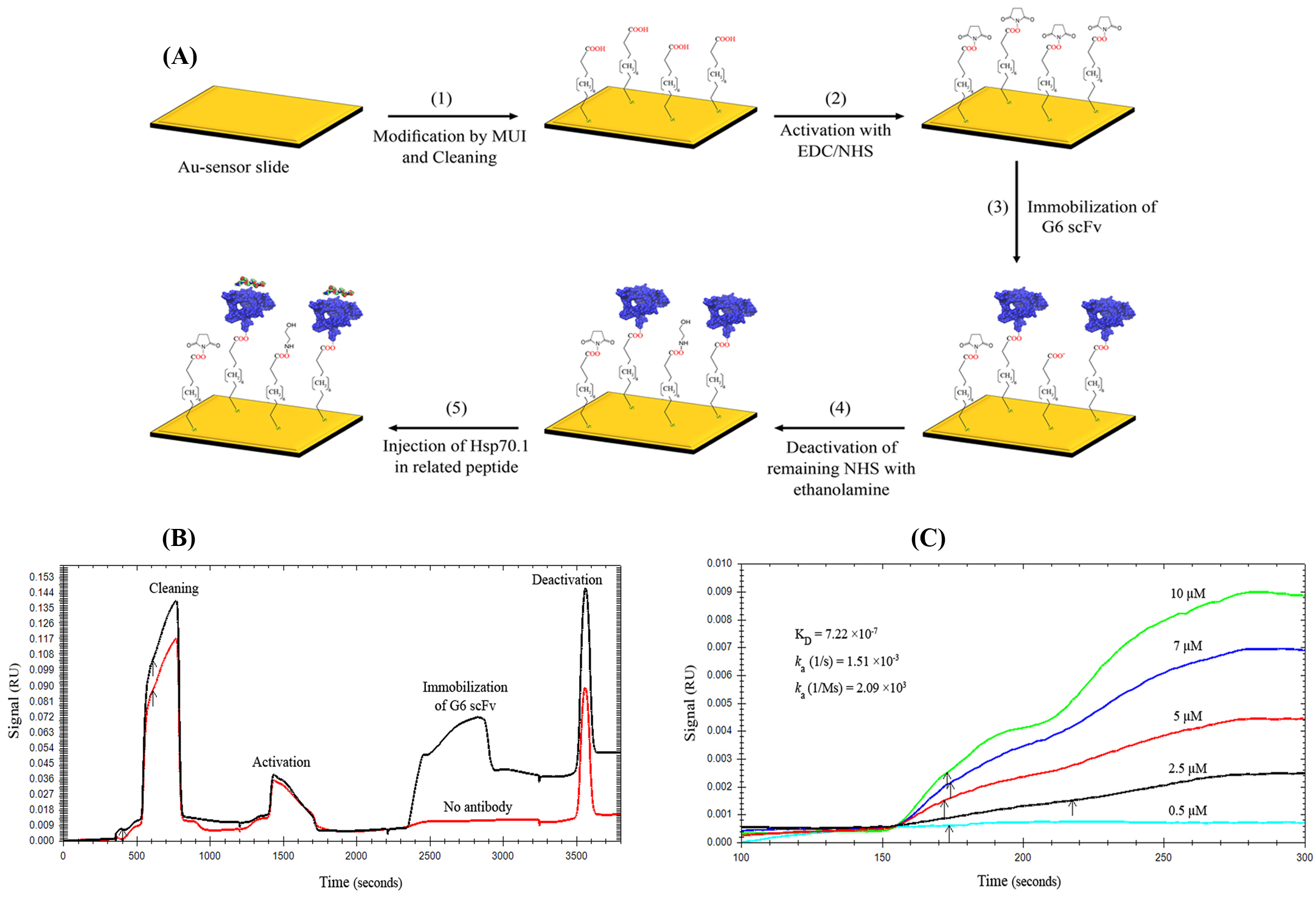
Análise SPR de G6 scFv purificado. (A) Esquema ilustrativo representando a imobilização G6 scFv sobre um sensor Au MUA modificado. (B) SPR sensograma da imobilização G6 scFv sobre uma lâmina de sensor Au MUA modificado. (C) Sensograma de Hsp70 em peptídeo relacionado. scFv: um fragmento variável de cadeia única de um anticorpo

O primeiro imunoensaio SPR foi proposto em 1983 por Liedberg, Nylander e Lundström, então do Instituto de Tecnologia da Universidade de Linköping (Suécia).  Eles absorveram IgG humana sobre um filme de prata de 600 Ångström, e usou o ensaio para detectar anti-IgG humano em solução aquosa.  Ao contrário de muitos outros imunoensaios, como ELISA, um imunoensaio SPR é label free no qual uma molécula etiqueta não é necessário para a detecção do analito.  Além disso, as medições em SPR podem ser acompanhadas em tempo real, permitindo o monitoramento de etapas individuais em eventos de ligação sequencial, particularmente úteis na avaliação, por exemplo, de complexos em sanduíche.

### Caracterização de materiais
Ressonância plasmônica de superfície multiparamétrica (MP-SPR), uma configuração especial de SPR, pode ser usado para caracterizar camadas e pilhas de camadas.  Além da cinética de ligação, MP-SPR também pode fornecer informações sobre mudanças estruturais em termos de espessura real da camada e índice de refração.  MP-SPR foi aplicado com sucesso em medições de direcionamento lipídico e ruptura, monocamada única de grafeno depositada em CVD (3.7Å) bem como polímeros com espessura micrométrica.

### Interpretação de dados
A interpretação de dados mais comum é baseada nas fórmulas de Fresnel, que tratam os filmes finos formados como camadas dielétricas contínuas e infinitas.  Esta interpretação pode resultar em vários valores possíveis de índice de refração e espessura.  Normalmente, apenas uma solução está dentro do intervalo de dados razoável.  Na ressonância plasmônica de superfície multiparamétrica, duas curvas SPR são adquiridas pela varredura de uma faixa de ângulos em dois comprimentos de onda diferentes, o que resulta em uma solução única para espessura e índice de refração.
Os plasmons de partículas metálicas são geralmente modelados usando a teoria do dispersão de Mie.
Em muitos casos, nenhum modelo detalhado é aplicado, mas os sensores são calibrados para a aplicação específica e usados com interpolação dentro da curva de calibração.

### Novas aplicações
Devido à versatilidade da instrumentação SPR, esta técnica combina bem com outras abordagens, levando a novas aplicações em diversos campos, como estudos biomédicos e ambientais.
Quando acoplados à nanotecnologia, os biossensores SPR podem utilizar nanopartículas como transportadores para implantes terapêuticos.  Por exemplo, no tratamento da doença de Alzheimer, nanopartículas podem ser usadas para fornecer moléculas terapêuticas de maneiras direcionadas.  Em geral, o biossensor SPR está demonstrando vantagens sobre outras abordagens na área biomédica devido ao fato de esta técnica ser isenta de rótulos, ter custos mais baixos, ser aplicável em locais de atendimento e ser capaz de produzir resultados mais rápidos para coortes de pesquisa menores.
No estudo de poluentes ambientais, a instrumentação SPR pode ser usada como substituto das antigas técnicas baseadas em cromatografia. A pesquisa atual sobre poluição depende de cromatografia para monitorar o aumento da poluição em um ecossistema ao longo do tempo.  Quando a instrumentação SPR com configuração de prisma Kretschmann foi usada na detecção de clorofeno, um poluente emergente, foi demonstrado que o SPR tem níveis de precisão e exatidão semelhantes às técnicas de cromatografia.  Além disso, a detecção SPR supera as técnicas de cromatografia através de sua análise direta e de alta velocidade.

## Exemplos

### Automontagem camada por camada

Curvas SPR medidas durante a adsorção de um polieletrólito e então um filme de argila mineral auto-montado sbre um sensor de ouro fino (aprox. 38 nanômetros).

Uma das primeiras aplicações comuns da espectroscopia de ressonância plasmônica de superfície foi a medição da espessura (e índice de refração) de nanofilmes automontados adsorvidos em substratos de ouro. As curvas de ressonância mudam para ângulos mais elevados à medida que a espessura do filme adsorvido aumenta. Este exemplo é uma medição de 'SPR estático'.
Quando se deseja uma observação com maior velocidade, pode-se selecionar um ângulo logo abaixo d ponto de ressonância (o ângulo de refletância mínima) e mede-se as mudanças de refletividade nesse ponto.
Esta é a chamada medição de 'SPR dinâmico'. A interpretação dos dados assume que a estrutura do filme não muda significativamente durante a medição.

### Determinação constante vinculativa

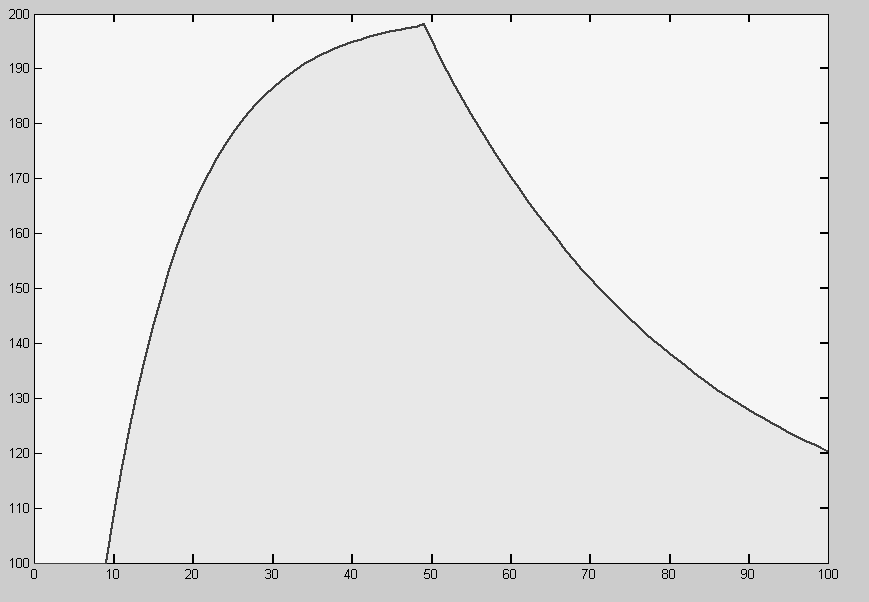
Sinal de associação e dissociação

Exemplo de saída do Biacore

SPR pode ser usado para estudar a cinética em tempo real de interações moleculares.  Determinar a afinidade entre dois ligantes envolve estabelecer a constante de dissociação de equilíbrio, representando o valor de equilíbrio para o quociente do produto.  Esta constante pode ser determinada usando parâmetros dinâmicos de SPR, calculado como a taxa de dissociação dividida pela taxa de associação.
{\displaystyle K_{\rm {D}}={\frac {k_{\text{d}}}{k_{\text{a}}}}}
Neste processo, um ligante é imobilizado na superfície de dextrano do cristal de SPR.  Através de um sistema microfluídico, uma solução com o analito é injetada sobre a superfície coberta pelo ligante.  A ligação do analito ao ligante provoca um aumento no sinal SPR (expresso em unidades de resposta, UR).  Após o tempo de associação, uma solução sem o analito (normalmente um tampão) é introduzida no microfluídico para iniciar a dissociação do complexo ligado entre o ligante e o analito. À medida que o analito se dissocia do ligante, o sinal de SPR diminui.  Destas associações ('na taxa', ka) e taxas de dissociação ('fora da taxa', kd), a constante de dissociação de equilíbrio ('constante de ligação', KD) pode ser calculada.
O sinal SPR detectado é uma consequência do 'acoplamento' eletromagnético da luz incidente com o plasmon superficial da camada de ouro.  Esta interação é particularmente sensível às características da camada na interface ouro–solução, que normalmente tem apenas alguns nanômetros de espessura.  Quando as substâncias se ligam à superfície, alteram a forma como a luz é refletida, causando uma mudança no ângulo de reflexão, que pode ser medido como um sinal em experimentos SPR.  Uma aplicação comum é medir a cinética de interações anticorpo-antígeno.

### Análise termodinâmica
Como os biossensores SPR facilitam medições em diferentes temperaturas, a análise termodinâmica pode ser realizada para obter uma melhor compreensão da interação estudada.  Ao realizar medições em diferentes temperaturas, normalmente entre 4 e 40 °C, é possível relacionar constantes de taxa de associação e dissociação com energia de ativação e assim obter parâmetros termodinâmicos incluindo entalpia de ligação, entropia de ligação, energia livre de Gibbs e capacidade térmica.

### Mapeamento de epítopos em pares
Como o SPR permite o monitoramento em tempo real, as etapas individuais em eventos de ligação sequencial podem ser avaliadas minuciosamente ao investigar a adequação entre anticorpos em uma configuração “sanduíche”.  Além disso, permite o mapeamento de epítopos, pois anticorpos de epítopos sobrepostos estarão associados a um sinal atenuado em comparação com aqueles capazes de interagir simultaneamente.

## Inovações

### Ressonância plasmônica magnética
Recentemente, tem havido interesse em plasmons de superfície magnética. Estes requerem materiais com grande permeabilidade magnética negativa, propriedade que só recentemente foi disponibilizada com a construção de metamateriais.

### Grafeno
Colocação de camadas de grafeno em cima do ouro demonstrou melhorar o desempenho do sensor SPR.  Sua alta condutividade elétrica aumenta a sensibilidade da detecção.  A grande área superficial do grafeno também facilita a imobilização de biomoléculas enquanto seu baixo índice de refração minimiza sua interferência.  Aumentar a sensibilidade SPR incorporando grafeno com outros materiais expande o potencial dos sensores SPR, tornando-os práticos em uma gama mais ampla de aplicações.  Por exemplo, a sensibilidade aprimorada do grafeno pode ser usada em conjunto com um sensor SPR de prata, proporcionando uma alternativa econômica para medir os níveis de glicose na urina.
O grafeno também demonstrou melhorar a resistência dos sensores SPR ao anelamento em alta temperatura até 500 °C.

### SPR de fibra óptica
Avanços recentes na tecnologia SPR deram origem a novos formatos que aumentam o escopo e a aplicabilidade da detecção SPR.  SCR de fibra óptica envolve a integração de sensores SPR nas extremidades das fibras ópticas, permitindo o acoplamento direto da luz com os plasmons de superfície à medida que os analitos passam por um núcleo SPR oco.  Este formato oferece maior sensibilidade e permite o desenvolvimento de dispositivos de detecção compactos, o que o torna particularmente valioso para aplicações que exigem sensoriamento remoto em campo.  Ele também oferece uma área de superfície aumentada para que os analitos se liguem ao revestimento interno da fibra óptica.